# In articulo mortis
A latin in articulo mortis szállóige azt jelenti, hogy „a halál pillanatában”.
A kifejezés az egyházi frazeológiában gyökerezik, és az ember olyan tetteit jelzi, amikor az élete veszélyben van, azaz a halálos ágyán. A jog területén a kifejezés azokat a már nem cáfolható szavakat jelöli, amelyeket egy személy röviddel a halála előtt mondott.

## Bibliográfia
- Eugenia Citernesi és Andrea Bencini: Latinorum: dizionario del latino contemporaneo. Le Monnier, 132. o. (1997. május 25.). ISBN 9788800510493

## Fordítás
- Ez a szócikk részben vagy egészben  az   In articulo mortis című olasz Wikipédia-szócikk ezen változatának fordításán alapul.  Az eredeti cikk szerkesztőit annak laptörténete sorolja fel. Ez a jelzés csupán a megfogalmazás eredetét és a szerzői jogokat jelzi, nem szolgál a cikkben szereplő információk forrásmegjelöléseként.